# Beatriz de Padilla
Beatriz de Padilla (n. 1620) fue una mujer morisca nacida en México que pasó de la esclavitud a la propiedad. Sus batallas legales y la persecución de la Inquisición española la hicieron notable durante su vida.
Nacida en México después de 1620, Beatriz de Padilla fue hija de Lorenzo de Padilla, un español y Cecilia de Alvarado, una esclava mulata y más tarde sirvienta en Lagos de Moreno, Guadalajara (México). Beatriz fue originalmente una esclava propiedad del sacerdote Francisco Pérez Rubín, pero él la emancipó debido a su servicio ejemplar.

## Sistema de castas
Durante la vida Beatriz de Padilla, la Nueva España siguió un sistema de castas que clasificaba a las personas en función de la cantidad de «sangre pura» o «sangre española». Este sistema limitaba la ya restringida movilidad social de las razas no españolas y los que poseían una menor cantidad de sangre española eran segregados de los trabajos, se les prohibía llevar armas, tenían que vivir con sus amos y no podían estar en grandes grupos. Como uno de los padres de Beatriz era una esclava mulata y poseía sangre africana, Beatriz de Padilla no se consideraba española y vivía como una esclava.
A pesar de estar clasificada como no española bajo el sistema de castas, Beatriz habría podido disfrutar de algo de la flexibilidad que conlleva ser considerada una mujer no española. Las mujeres de las castas no tenían que adherirse a las mismas normas sociales que las mujeres españolas de «pura sangre». La sociedad colonial española no creía que las mujeres de casta tuvieran ningún honor que mantener o defender, mientras que se esperaba que las mujeres españolas se adhirieran a las normas de pureza —sin embargo esto no impidió que algunos vieran el comportamiento de las mujeres de casta como una amenaza al orden y la moralidad cristiana—.

## Asuntos legales
Según las fuentes, Beatriz de Padilla tomó muchos amantes, algunos de los cuales eran de alto nivel.  Como consecuencia, fue acusada frecuentemente por las autoridades de comportamientos inmorales y de violar los esperados roles de género de las mujeres españolas/cristianas. También fue acusada de maltratar a sus esclavos y sirvientes. En un caso, una de las sirvientas de Beatriz, Catalina Ia Garay, la acusó de quemarla con grasa caliente y marcarla. Estas acusaciones eran infundadas, pero Beatriz las confesó.
De Padilla fue blanco de la Inquisición española por su relación con Diego Ortiz Saavedra, un rico sacerdote. Ortiz Saavedra había engendrado un hijo ilegítimo con De Padilla. Antes de morir, anunció que dejaba sus pertenencias a de Padilla y al niño. Como resultado, la familia del sacerdote, la denunció a la Inquisición.
En las audiencias, los testigos afirmaron que Beatriz de Padilla había envenenado a Ortiz Saavedra colocando su sangre menstrual en el agua de su baño. También afirmaron que ella le hizo perder la cordura antes de su muerte. La Inquisición trajo a Garay como testigo. Ella repitió sus acusaciones anteriores y añadió más de ellas. Sin embargo, más tarde fueron refutadas.
En su defensa, Beatriz declaró que Ortiz Saavedra la había amado y que su familia había falsificado los reclamos para tomar su herencia. La Inquisición exoneró y liberó a Beatriz de Padilla. Regresó a Lagos y reanudó su relación con un antiguo amante, el alcalde de Juchipila, Don Diego de las Marinas.